# 莫鲁雷乌蒂尔
莫鲁雷乌蒂尔是巴西南大河州的一个市镇。总面积88.066平方公里，总人口5595人，人口密度63.5人/平方公里。